# الاوانگ
الاوانگ (به لاتین: Alawang) یک منطقهٔ مسکونی در میانمار است که در Myitkyina District واقع شده‌است.